# Faux-Villecerf
Faux-Villecerf è un comune francese di 226 abitanti situato nel dipartimento dell'Aube nella regione del Grand Est.

## Società

### Evoluzione demografica
Abitanti censiti